# Trương Phụng Thư
Trương Phụng Thư (chữ Hán giản thể: 张凤书, chữ Hán phồn thể: 張鳳書, tên tiếng Anh: Phoenix Chang, sinh ngày 14 tháng 6 năm 1971) là nữ diễn viên người Đài Loan.

## Tiểu sử
Trương Phụng Thư sinh năm 1971 tại Đài Loan trong một gia đình gốc An Huy, Trung Quốc.
Năm 1989, cô thi vào trường Nghệ thuật Đài Bắc.
Năm 1995, Trương Phụng Thư ra mắt trong bộ phim "Chúng ta đều là người một nhà".
Trong vòng 10 năm hoạt động nghệ thuật, sau khi tham gia bộ phim "Tình đầu khó phai" năm xxxx Trương Phụng Thư đã chính thức trở thành "Đại tỷ phim truyền hình", được khán giả yêu thích và trở thành "bảo chứng rating" của các đài truyền hình.

## Gia đình
Tháng 1 năm 2006, Trương Phụng Thư lấy chồng tên Vương Lung Hiền.
Ngày 22 tháng 5 năm 2007, Trương Phụng Thư sinh con trai tên Vương Đổng.

## Điện ảnh
| Năm         | Tên phim                                                             | Vai diễn               | Hãng phim           | Ghi chú |
| 1995        | Chúng ta đều là người một nhà                                        | Tiểu Phụng             | Siêu thị            |         |
| 1995        | Chuyện tình Đài Bắc                                                  | Viên Hỉ                | Điện ảnh Xuân Huy   |         |
| 1996        | Gạo nấu thành cơm                                                    |                        | Siêu thị            |         |
| 1997        | Cô gái xinh đẹp tốt bụng                                             | Quắc Mi                | Hoa Thị             |         |
| 1997        | Gọi Cha một lần nữa                                                  | Thục Huệ               | Dân Thị             |         |
| 1998        | Chòm sao nam nữ, phần " Kim Ngưu và Nữ Thiên Yết – Vì em điên cuồng" | Ngải Chân              | Dân Thị             |         |
| 1998        | Tuổi trẻ Lan Dương Khê                                               | Tiểu Phụng             | Dân Thị             |         |
| 1998        | Thâm tình: Nguyện vọng của cô gái mồ côi                             |                        | Dân Thị             |         |
| 1999        | Thất thế phu thê Lương Sơn Bá Chúc Anh Đài                           | Ngân Tâm               | Dân Thị             |         |
| 1999        | Thổ địa công truyền kỳ, phần "Tình yêu của tướng quân"               | Sở Nguyệt              | Hoa Thị             |         |
| 2000        | Công chúa Hoài Ngọc                                                  | Công chúa Kiến Ninh    | Hoa Thị             |         |
| 2000        | Không có anh em sống tốt hơn                                         | Từ Như Ngọc            | Dân Thị             |         |
| 2000        | Câu chuyện tình yêu                                                  | Mạnh Tường Vân         | Internet Film       |         |
| 2000-2001   | Phi long tại thiên                                                   | Hà Minh Tú             | Dân Thị             |         |
| 2001        | Gió xuân                                                             | Mãn Cô                 | Đài Thị             |         |
| 2001        | Thủy tinh tình nhân                                                  | Vương Sở Sở            | Trung Thị           |         |
| 2001        | Sao cát                                                              | Cúc Tử                 | Trung Thị           |         |
| 2001        | Đài Loan anh hùng – rìu tướng quân                                   | Khâu Hương Lan         | Đài Thị             |         |
| 2002        | Tình cờ                                                              | Hoa Chi Linh           | Trung Quốc          |         |
| 2002 - 2003 | Đài Loan phích lịch hòa                                              | Châu Bích Ngọc         | Tam Lập             |         |
| 2003 - 2004 | Đứng giữa trời nắng                                                  | Lý Anh Kỳ              | Dân Thị             |         |
| 2004        | Yên hoa tam nguyệt                                                   | Quan Ánh Tâm           | Trung Quốc          |         |
| 2004 - 2006 | Tình đầu khó phai                                                    | Phương/ Lại Lệ Châu    | Dân thị             |         |
| 2008        | Tôi nhất định phải thành công/ Khát vọng đỉnh cao                    | Vương Thục Hoa/ Nancy  | Tam Lập             |         |
| 2008        | Chân tình khắp thiên hạ                                              | Trần Nhã Văn           | Tam Lập             |         |
| 2009        | Bài học của lão Vương                                                | Trương Tinh Tinh       | Trung Thị + Tam Lập |         |
| 2010        | Đới tứ anh hùng                                                      | Thẩm Tịnh Phấn/ Barbra | Hoa Thị             |         |
| 2011        | Gia hòa vạn sư hưng                                                  | Hạ Vĩnh Chân           | Tam Lập             |         |
| 2015        | Danh sách nguyện vọng                                                | Từ Di Phương           | Trung Thị           |         |